# Leopoldo De Feis
Leopoldo De Feis (Anzi, 28 gennaio 1844 – Livorno, 5 ottobre 1909) è stato un archeologo e presbitero italiano.

## Biografia
Leopoldo De Feis nacque a Anzi, nella provincia di Potenza, il 28 gennaio 1844. Compì i suoi studi a Napoli presso i barnabiti di San Felice, completando a Roma le sue conoscenze di teologia. Ordinato sacerdote nel 1868, fu destinato al collegio "Alla Querce" dove alternò per quindici anni la sua attività di insegnante con quella di studioso di latino, di archeologia e antiquaria in genere. Poté approfondire i suoi interessi di archeologo in più di un soggiorno a Roma, dove fu accolto nel 1885 nella Pontificia accademia Cultorum martyrum e nel 1897 tra i membri della Pontificia accademia romana di archeologia.
Fin dal 1878 aveva curato la sistemazione della collezione archeologica del collegio fiorentino, composta da 212 pezzi provenienti dagli scavi etruschi di Orvieto, e il catalogo di tutti i pezzi conservati. Nel 1899, divenuto socio della Società Colombaria di Firenze, iniziò l'ordinamento, che non poté portare a termine, delle monete e dei sigilli di quella. Nel 1905 abbandonò per motivi di salute l'insegnamento nel liceo del collegio fiorentino, dedicandosi ai suoi studi, e assumendo l'incarico di direttore spirituale.
Morì a Livorno il 5 ottobre 1909.